# Stazione di Roma Monte Mario
Stazione di Roma Monte Mario vasútállomás Olaszországban, Róma 26. kerületében (Primavalle). Nevét Róma egyik hegyéről, a Monte Marióról kapta.

## Vasútvonalak
Az állomást az alábbi vasútvonalak érintik:
- Viterbo–Róma-vasútvonal

## Kapcsolódó állomások
A vasútállomáshoz az alábbi állomások vannak a legközelebb:
- Stazione di Gemelli (Stazione di Roma Tiburtina, FL3)
- Stazione di Roma San Filippo Neri (Stazione di Viterbo Porta Fiorentina, FL3)